# Matteo Torchio
Matteo Torchio (Asti, 13 dicembre 1983) è un bobbista italiano.

## Biografia
Cresciuto a Tigliole, inizia a praticare l'atletica leggera, ottenendo buoni risultati nella velocità e salto in lungo, allenato da Pier Carlo Molinaris.
Ancora studente presso la facoltà di tecnologlie alimentari nella sede di Asti dell'Università di Torino, prese parte alle ultime gare della Coppa del Mondo di bob 2006, prendendo il posto di Giorgio Morbidelli.
Partecipò con la Nazionale di bob dell'Italia ai Giochi olimpici invernali di Torino 2006, dove giunse al 9º posto nel bob a due con Simone Bertazzo e al 12º posto con il bob a quattro.
Nella Coppa del Mondo di bob 2011 giunse terzo nella tappa di Igls e primo a Cesana, in coppia con Simone Bertazzo.